# Stensnylthumla
Stensnylthumla (Bombus rupestris) är en insekt i överfamiljen bin (Apoidea) som tillhör undersläktet snylthumlor.

## Beskrivning
Stensnylthumlans hona är mycket lång och storväxt, 18 till 22 millimeter, medan hanen är mindre, 16 till 18 mm. Humlan är svart med mörkbruna till svarta vingar och orangeröd bakkroppsspets. Käkarna är stora och kraftiga. Hanen kan ha grå hår blandade med de svarta i kragen. Hans röda bakkroppsspets är dessutom bredare än honans, och omfattar de tre eller fyra bakersta tergiterna. Hanen liknar stenhumlan, men denna har gult ansikte och krage.

## Ekologi
Arten förekommer i både uppodlade områden, trädgårdar och tättbebyggda områden, men även på skogsvägar, skogsbryn och kalhyggen. Honor kan även tränga in i andra humlors bon och råna dessa på honung.
Som alla snylthumlor är arten icke-samhällsbildande; honan övertar i stället ett annat humlebo, dödar eller underkuvar värddrottningen och låter arbetarna i det övertagna boet ta hand om avkomman. Humlan snyltar framför allt på stenhumla, men på europeiska kontinenten kan den även parasitera bon av åkerhumla, haghumla och Bombus sichelii. De övervintrande honorna kommer vanligen fram från mitten av maj för att börja söka efter bon att angripa. Hanarna uppenbarar sig två månader senare och flyger till mitten av september. De östasiatiska populationerna lever uppe i bergen, på 3 400 - 3 800 meters höjd.
Främsta näringsväxter är korgblommiga växter som maskros, rosväxter som kråkklöver samt speciellt för honorna ofta strävbladiga växter som blåeld och oxtunga; de mindre hanarna söker sig gärna till korgblommiga växter som tistlar och väddklint samt dunörtsväxter som mjölke.

## Utbredning
Humlan finns i större delen av Europa från Brittiska öarna österut över södra Norden och söderut till Iberiska halvön och norra Medelhavskusten till Sibirien, Mongoliet, norra Kazakstan, östra Tibet och norra Kina. Speciellt i de västligaste delarna av utbredningsområdet är arten dock sällsynt. På Irland är den rödlistad som starkt hotad, medan situationen har förbättrats något de senaste åren (2012) i Storbritannien.
I Sverige är den vanlig i södra och mellersta delarna av landet samt längs med en stor del av Norrlandskusten upp till Västerbotten. Den är klassificerad som livskraftig ("LC").
I Finland finns arten från Åland och sydkusten upp till Österbotten, Norra Savolax och Norra Karelen, dock med stark övervikt på de södra delarna av landet, samt fem isolerade fynd i Norra Österbotten, i trakten av Uleåborg. Även här är den klassificerad som livskraftig.